# Adriaan Gheleyns
Adriaan Gheleyns (Dudzele, 1741 - Ramskapelle, 16 januari 1808) was een Vlaams rooms-katholiek priester ten tijde van de vervolgingen van priesters onder de Franse Republiek.

## Biografie
Over zijn vroegere levensloop is niets bekend behalve dat hij geboren werd in het West-Vlaamse Dudzele. Hij was een verwant van de 17de-eeuws benedictijner abt, Karel Gheleyns. Hij zou gewijd zijn tot priester omstreeks 1765 en was onderpastoor van de parochie Molendorp te Bredene toen hij in 1786 benoemd werd tot pastoor van Ramskapelle. Nadat het grondgebied Vlaanderen door de Fransen was bezet werd hij zoals alle priesters in de verplichte brandschatting van twee miljoen pond, belast met een bijdrage van tweemaal zijn jaarwedde. Dit bedrag kwam voor hen neer op 3.700 pond.
Op 5 september 1797 ("19 fructidor V") ging de wet van kracht die bepaalde dat priesters een eed moesten zweren aan de Republiek. Vele katholieke priesters weigerden dit en werden hiervoor vervolgd. In 1797 was Gheleyns reeds 11 jaar pastoor van de parochie van Ramskapelle en de commissaris, de heer Verburgh, schreef in een rapport over hem dat zijn gedrag tijdens de voorbije oorlog geen aanleiding geeft om hem als verdacht te kunnen vermelden. Hij wordt er beschreven als een vroom man met grote gehechtheid aan zijn parochianen. Hij ontving mensen zonder onderscheid en schonk weg wat zijn matig fotuin hem toeliet. Hij probeerde volgens het rapport politiek zo veel mogelijk te mijden en zou volgens de commissaris de eed wel willen afleggen, maar deed dit niet omdat de deken van Damme, eerwaarde Ampe, eiste dat hij dit niet zou doen.
Door deze gunstige beoordeling liep hij geen gevaar tijdens de arrestaties van 10 maart 1798. Na het neerslaan van de Boerenkrijg door de Franse bezetter werden alle "staatsgevaarlijke" priesters verbannen van het grondgebied van de Republiek waartoe Vlaanderen nu ook behoorde. De bannelingen werden naar Guyana gezonden. Gheleyns kwam uiteindelijk op de lijst van 4 november 1798 ("14 brumaire VII") te staan. Onder dreiging van arrestatie en verbanning werd Gheleyns aangeraden om onder te duiken. Als verblijfplaats gaf hij op: "wegens ziekte naar Brugge bij de familie". Commissaris Verburgh is hiervan op de hoogte maar stuurt toch een arrestatiepeloton naar de pastorie van Ramskapelle om de "onbeëdigde pastoor van Rampskapelle" te arresteren. Om vier uur 's morgens bellen ze aan aan de pastorie en treffen er slechts de huishoudster, Thérèse Devisch, aan. Ze vertel de agenten dat pastoor Gheleyns voor een herstelperiode vertrokken was naar zijn familie, maar ze wist niet waar dat was. Daarop drongen de agenten met geweld binnen in de pastorie en deden een huiszoeking, zonder resultaat. Net zoals Gheleyns waren de meeste onbeëdigde priesters van het kanton Damme ondergedoken en konden slechts enkelingen opgepakt worden.
Op 16 december 1798 ("26 frimaire VII") brandde de hoeve van Jozef Grauwet in Ramskapelle af. Alles wat de echtgenoot en vader van vier kinderen bezat werd verwoest. Een agent van Ramskapelle vroeg de toelating aan commissaris Verburgh opdat het gezin Grauwet tijdelijk in de pastorie van Ramskapelle zou mogen wonen, die leegstond nadat ook de huishoudster het pand had verlaten.
In januari 1799 wordt pastoor Gheleyns beschreven in een tabel. Hierin staat dat hij opgepakt had moeten worden op 29 brumaire uit veiligheidsoverwegingen en dat hij veronderstelt wordt ziek te zijn en ondergedoken in Brugge bij familie te zijn. Hij zou geen invloed hebben op de parochianen omwille van zijn goed gedrag, aldus Verburgh. Het feit dat de commissaris hem steeds redelijk positief beoordeelde en nooit echt hard liet vervolgen wijst op een zekere sympathie. Mogelijks kenden ze elkaar zelfs.
Na het concordaat tussen de Eerste Franse Republiek en paus Pius VII op 15 juli 1801 keerde hij terug naar zijn parochie, waar hij overleed op 68-jarige leeftijd.